# گل زنبور
گل زنبور (نام علمی: Gaura lindheimeri) نام یک گونه از تیره گل‌مغربیان است.